# Karl Golzo
Karl Golzo (* 15. Juli 1906; † unbekannt) war ein deutscher Ruderer.

## Biografie
Karl Golzo gewann zusammen mit Hans Nickel, Karl Hoffmann, Werner Kleine und Steuermann Alfred Krohn die Goldmedaille im Vierer mit Steuermann beim Deutschen Meisterschaftsrudern 1928. Mit der gleichen Besatzung trat das Boot des Berliner RC Sturmvogel bei den Olympischen Sommerspielen 1928 in Amsterdam an, wo es im Achtelfinale ausschied.